# Aulacocalyx talbotii
Aulacocalyx talbotii är en måreväxtart som först beskrevs av Herbert Fuller Wernham, och fick sitt nu gällande namn av Ronald William John Keay. Aulacocalyx talbotii ingår i släktet Aulacocalyx och familjen måreväxter. Inga underarter finns listade i Catalogue of Life.